# 百鬼夜行〜怪談ロマンス〜
『百鬼夜行〜怪談ロマンス〜』（ひゃっきやこう かいだんロマンス）は、QuinRoseより2012年10月25日に発売されたPlayStation Portable用恋愛アドベンチャーゲーム。2013年9月26日に続編『百物語〜怪談ロマンス〜』発売。

## あらすじ
主人公　龍田 憂は妖怪たちの高校に通っている。彼女は竜神の姫故、優等生としてふるまっているが、そんな生活を窮屈に思っていた。そんな中、彼女は素の自分をさらけ出しても大丈夫な人に出会う。

## 登場人物
龍田 憂（たつた うい）
主人公である、高校3年生。名前は変更可能。
火の竜神の血を引く少女で、その中でも姫という高い立場にいる。校内の総合成績は1位と高いが、自分の力の抑制がうまくいっていない。そのため、現在は周囲の者を焼き殺さぬよう、力の一部を封じている。
宮前 慎二（みやまえ しんじ）
声 - 三木眞一郎
憂に仕える、高校2年生。もともとは人間だったが、死んだ後も「死人」という不死身の存在として生き続けている。
左目に眼帯をしている。
龍田 恭介（たつた きょうすけ）
声 - 梶裕貴
主人公のいとこである、高校1年生。見栄っ張りで、彼自身の校内の高校成績は2位故、憂に対して対抗心を燃やしている。
かつて憂とは仲が良かったが、憂が禁を破り死人を生かすようになってからは冷たい態度をとっている。
椿 宗次郎（つばき そうじろう）
声 - 入野自由
高校2年生。剣の腕に定評のある死神。（ただし、死神という種族ではなく、職業としての死神である。）
旧鼠の血をひいており、ネズミを使役して、情報収集にいそしんでいる。
気まぐれで、周りの目を気にせず素行もよくないため、周囲から恐れられている。
響乃 武蔵（ひびきの むさし）
声 - 森川智之
高校2年生。宗次郎の同業者で、こちらは鎌を武器とする。
暴力や殺しを好むが、愛想が悪いわではなく、笑顔を絶やさない。ただし、あまり人の話を聞かないタイプでもある。
寒澤 流（かんざわ ながれ）
声 - 岸尾だいすけ
憂の遠縁の親戚で、この学校には特別教諭として来ている。
氷女という種族だが、彼は男性である。
飛浦 若葉（とびうら わかば）
声 - 前野智昭
天狗の血をひく、高校3年生。主人公のクラスメイト。
明日馬 兵太（あすま へいた）
声 - 寺島拓篤
油すましの血を引く高校3年生。その種族故油が好きで、よく飲んでいる。主人公と仲は良いが、触れ合うと彼に火が引火して大惨事になる。
姥爪 多恵（うばつめ たえ）
声 - 松来未祐
主人公の親友である高校3年生。猫又故、宗次郎との仲は悪い。

## 関連商品

### CD
- 百鬼夜行〜怪談ロマンス〜 イメージアルバム（2012年10月25日発売、QuinRose、ROSE-C0007）

### 小説
- 百鬼夜行〜怪談ロマンス〜（2012年12月27日発売、著：橘もも、講談社X文庫ホワイトハート、ISBN 978-4062867474）
- 百鬼夜行〜深紅の約束〜（2013年8月2日発売、著：橘もも、講談社X文庫ホワイトハート、ISBN 978-4062867771）